# Proctor (Mondkrater)
Proctor ist ein stark erodierter Einschlagkrater im Süden der Mondvorderseite, südlich des Mare Nubium. Von Nord bis West ist er umgeben von den Kratern Saussure, Pictet, Tycho und Street.
| Buchstabe | Position          | Durchmesser | Link |
| --------- | ----------------- | ----------- | ---- |
| A         | 47,03° S, 6,91° W | 7 km        |      |
| B         | 46,51° S, 6,83° W | 9 km        |      |
| C         | 47,64° S, 6,75° W | 5 km        |      |
| D         | 46,1° S, 6,18° W  | 12 km       |      |
| E         | 45,4° S, 5,28° W  | 8 km        |      |
| F         | 47,84° S, 5,43° W | 6 km        |      |
| G         | 47,79° S, 5° W    | 7 km        |      |
| H         | 45,78° S, 2,75° W | 6 km        |      |

Der Krater wurde 1935 von der IAU nach der US-amerikanischen Astronomin Mary Proctor offiziell benannt.